# إدارة البحوث والتطوير
إدارة البحوث والتطوير هي عملية تصميم وقيادة عمليات البحث والتطوير ، وإدارة منظمات البحث والتطوير لضمان انتقال سلس لجديد المعرفة والتكنولوجيا إلى مجموعات أخرى أو إدارات مرتبطة بالابتكار.

## التعاريف
يمكن تعريف إدارة البحوث والتطوير بمنطقة التقاء مهام إدارة الابتكار (أي خلق وتسويق الاختراعات) مع مهام إدارة التكنولوجيا (أي عمليات الخلق والاحتفاظ بالدراية التكنولوجية). وهذا يغطي أنشطة مثل البحوثالأساسية وتطوير التكنولوجيا والتنمية المتقدمة ومفهوم التنمية  وتطوير المنتجات الجديدة وعملية تطوير النماذج الأولية ، وإدارة المحافظ، ونقل التكنولوجيا، وما إلى ذلك، ولكن عموما لا يدخل من ضمن ذلك ترخيص التكنولوجيا والابتكار وإدارة الملكية الفكرية وإدارة الشركات والحاضنات التجارية، إلخ. لأنها أنشطة مستقلة بما فيه الكفاية التي يمكن القيام بها دون وجود وظيفة بحوق وتسويق في الشركة.

## نماذج إدارة
توجد هناك بعض النماذج المخصصة لإدارة البحوث والتطوير. من بين أكثر النماذج شعبية نموذج آرثر دي ليتل - الجيل الثالث لإدارة البحوث والتطوير, و قمع التنمية development funnel  و نموذج Phase-gate  كل هذه النماذج تعنى بتحسين أداء البحوث والتطوير والإنتاجية وإدارة البحث والتطوير كعملية وتوفير بيئة لوظيفة البحوث يمكن فيها إدارة الشكوك التكنولوجية والسوقية الكامنة.
الطريق إلى تطوير منتجات جديدة ناجحة هو بحث مشترك من قبل معهد ماساتشوستس للتكنولوجيا ومركز ماكينزي وشركاه. حدد ثلاث نقاط للممارسات الأساسية التي يمكن أن تلعب الدور الحاسم في عملية إدارة البحوث والتطوير: التحدث إلى العملاء ورعاية ثقافة المشروع والتركيز.

## أدوات إدارة البحوث والتطوير
- الهندسة المتزامنة
- تريز
- صوت العميل
- تكنولوجيا الذكاء